# Patró fixat de conducta

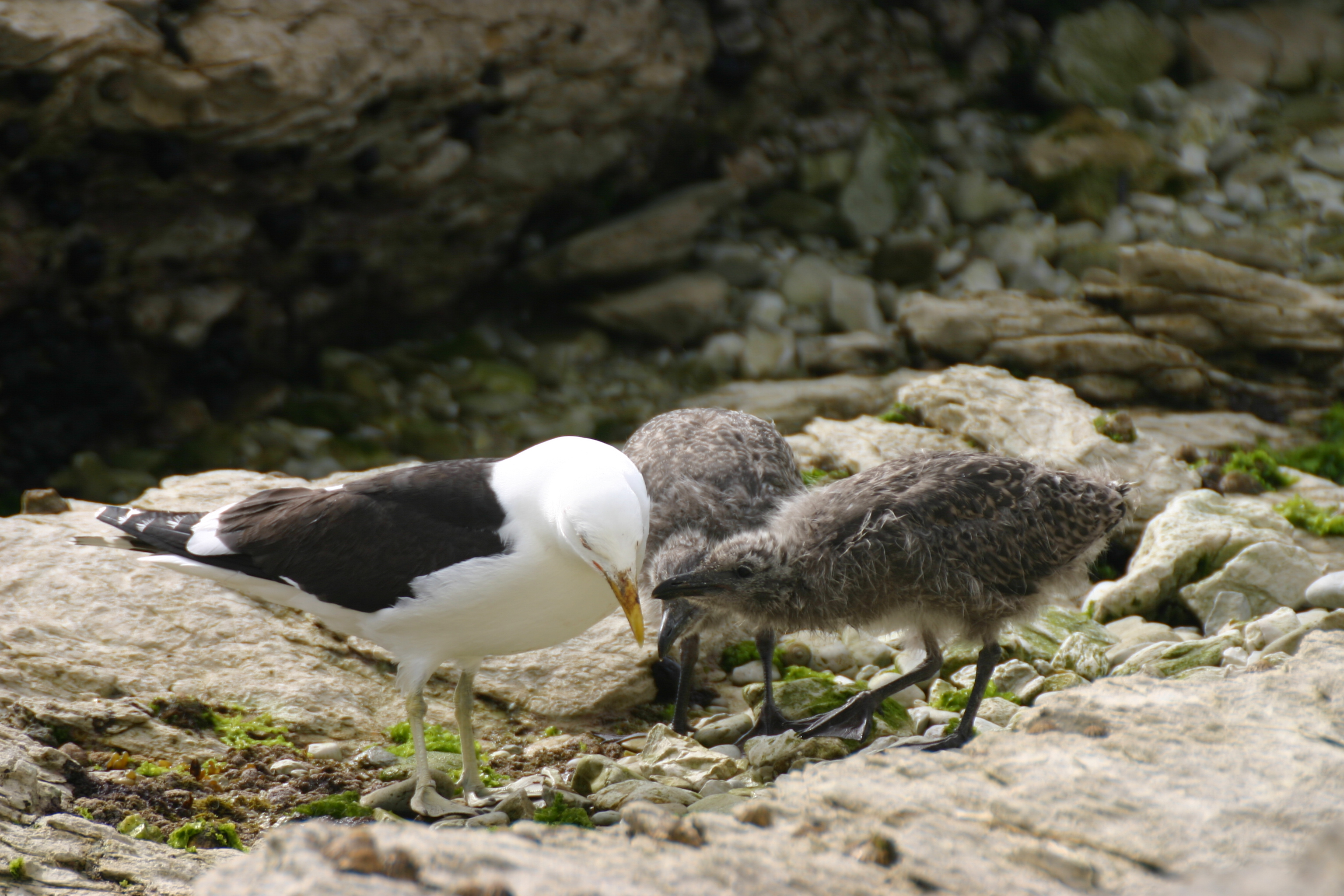
Polls de gavina, que al picotejar les taques vermelles desencadenen la regurgitació de l'adult.

Un patró fixat de conducta (de l'anglès, fixed action pattern o FAP) és un comportament instintiu seqüencial i molt estereotipat, que es dona de forma innata quan l'animal percep un estímul desencadenador. El terme original era, en alemany, erbkoordination, que es traduiria literalment com a coordinació hereditària.